# Kaj Gottlob
Kaj Gottlob, född 9 november 1887, död 12 maj 1976, var en dansk arkitekt.
Gottlob utbildades i Köpenhamn och på professor Hack Kampmanns ritkontor. Han var 1924–1938 professor i byggnadskonst vid konstakademien i Köpenhamn och blev 1936 kunglig byggnadsinspektör. Gottlob var en av skaparna av den danska funktionalismen, och i hans byggnader, som till stor del utgjordes av skolor, blandades fri och ändamålsbetonad gruppering med ett i dansk tradition rotat val av material. Bland hans verk märks Katrinedalsskolan i Vanløse, danska studenthuset i Paris, nya byggnader för Köpenhamns universitet och den arkitektoniska utformningen av Knippelsbro i Köpenhamn.